# A643-as autópálya (Németország)
Az A643-as autópálya (németül: Bundesautobahn 643) egy autópálya Németországban. Hossza 8 km.